# ハーレム・ブラバド
チャンス・バロウ（Chance Barrow、1989年4月22日 - ）は、アメリカ合衆国出身の男性プロレスラーである。ノースカロライナ州ドレーパー出身。身長188センチメートル、体重98キログラム。2008年デビュー。NXTに所属する。
兄のランス・ブラバドもプロレスラーで、兄弟タッグチームのブラバド・ブラザーズとしても活動。

## 略歴
2008年6月にNWAマウンテン・ステート・レスリングで兄・ランスとともにデビューした。
ROHへ移籍し、兄・ランスとともにROHレスリング・アカデミーでデリリアスの指導を受け、ROHマットに登場。2011年7月にROH世界タッグ王座挑戦者決定トーナメントに兄・ランスとのタッグチーム「ブラバド・ブラザーズ」で出場。決勝まで勝ち上がるが、敗北。以降、兄弟タッグでROH戦線で活躍する。
2012年よりプロレスリング・ノアへ兄弟で留学。1月12日よりノア合宿所に入寮した。ツアーに帯同し、試合・練習を行いながらセコンド・雑用をこなし、ノア流のプロレスを学習。ノアにおいても兄弟タッグ「ブラバド・ブラザーズ」で活動した。
その得意技などから、新人時代の秋山準の強い影響が覗える。

## 得意技
ブルー・サンダー
ノーザンライト・スープレックス